# Epidendrum denticulatum
Epidendrum denticulatum (лат.) — вид многолетних травянистых растений рода Эпидендрум (Epidendrum), семейства Орхидные (Lauraceae). Произрастает в основном как эпифит в восточной и южной Бразилии в сезонно-сухом тропическом биоме.

## История и этимология
E. denticulatum был описан Жуаном Барбозой Родригисом в 1881 году по растению с цветками лавандового цвета и белыми и жёлтыми каллусами, которое он обнаружил цветущим в марте на дереве в лесу недалеко от города Жоинвили в штате Санта-Катарина. Видовой эпитет — от лат. denticulatum («зубчатый») назван по зубчатым краям трёх губных долей.

## Описание

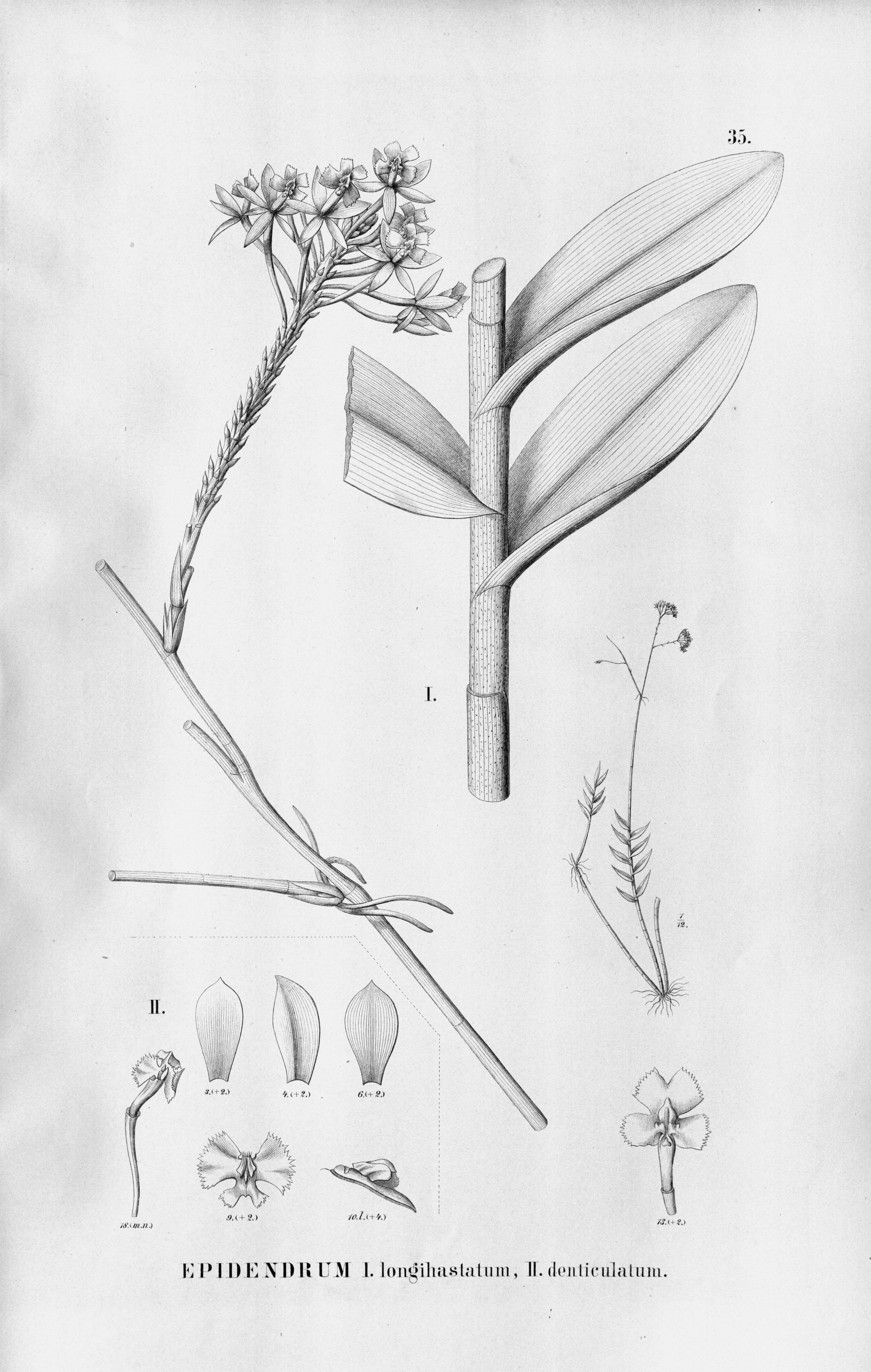
Морфология E. denticulatum

Epidendrum denticulatum — многолетнее травянистое растение с псевдомоноподиальным стеблем. Отдельный стебель до 4 мм в диаметре растёт непрерывно в течение некоторого времени, прежде чем даст цветонос. Когда цветки появляются из верхушки стебля, они останавливают восходящий рост стебля, а новые стебли начинают образовываться из почек у основания старого стебля, что делает ветвление стебля симподиальным, что наблюдается у всех видов подтрибы Laeliinae. Менее идеальное освещение будет способствовать образованию многочисленных кейки (молодых клонов, появляющихся из родительской почки в результате бесполого размножения), производящих спутанную массу побегов и корней высоко на стебле растения. Наоборот, полный солнечный свет приводит к тому, что большинство приростов начинается около основания старых стеблей. Корни — длинные, тонкие, толщиной 3 мм или меньше покрыты губчатым веламеном и простираются по воздуху в землю. Листья очередные, кожистые до 9 см в длину и 2 см в ширину.
Соцветие представляет собой терминальную кисть шаровидной формы, которое может достигать размеров более 30 см и может включать до сотни цветков, из которых от десяти до тридцати одновременно раскрытых. Одно соцветие может цвести до года. Цветки — белые, кремовые, жёлтые или оранжевые, но чаще всего лавандовые. Каждый цветок имеет диаметр около 2 см. Два лепестка и три чашелистика похожи и овальные, размером около 11 мм в длину и 5 мм в ширину, каждый из этих сегментов околоцветника отделён от следующего углом, близким к 60°. Как и у всех цветков рода Epidendrum, губа приросла к колонке до конца. Как и у других членов секции E. sect. Schistochila, губа разделена на три доли.

## Распространение и местообитание
Epidendrum denticulatum произрастает в тропических сухих лесах Серра-ду-Мар в Бразилии, простирающихся от прибрежных штатов Риу-Гранди-ду-Сул до Пернамбуку, а также в лесах Минас-Жерайс, на высоте от 0,5 до 1,4 км над уровнем моря. Растение произрастает как на суше, так и эпифитно. Чаще всего встречается среди низких кустарников и на обочинах дорог, иногда образуя большие кочки, площадь которых может превышать 5 м2.

## Галерея

E. denticulatum
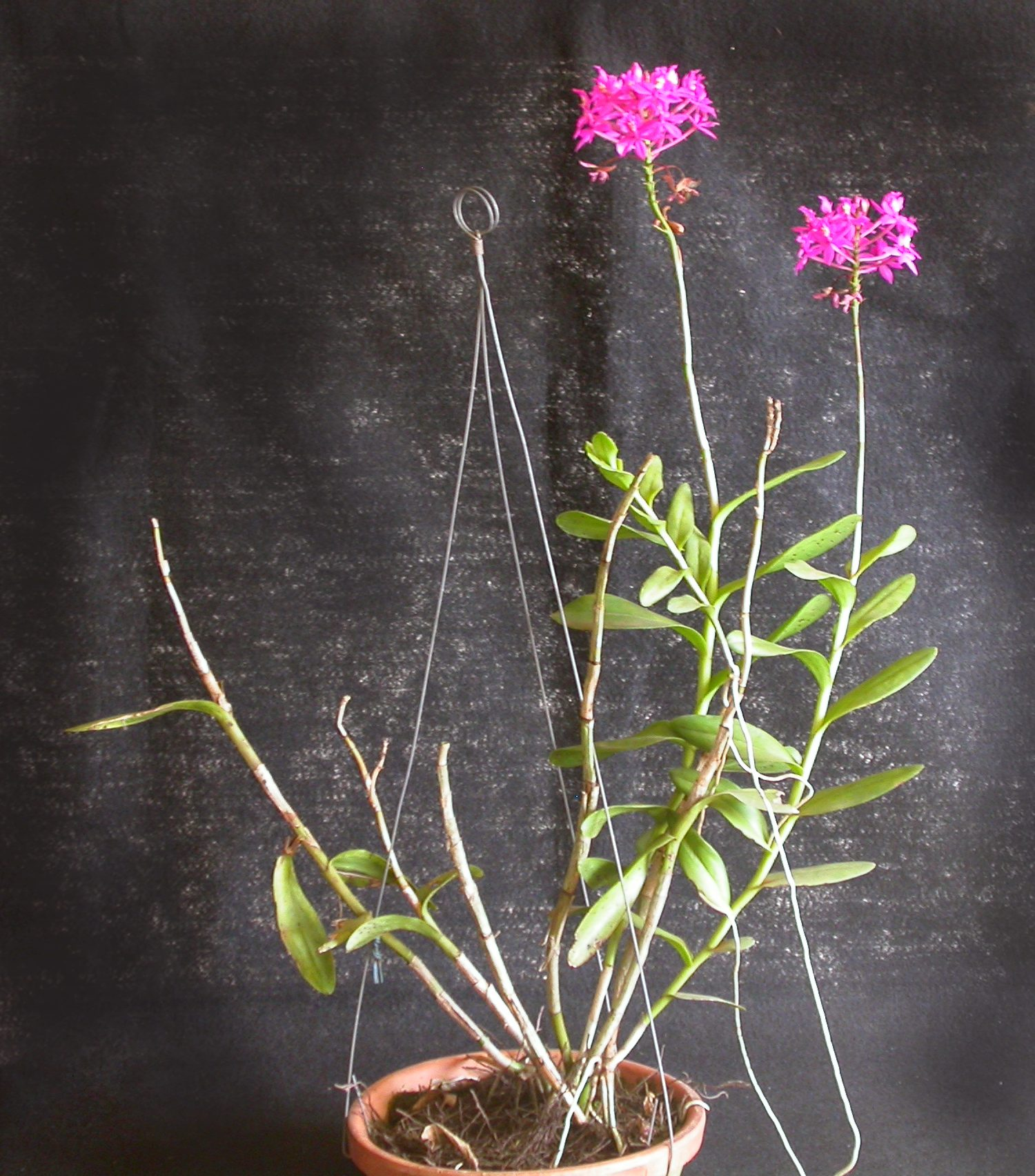
Общий вид
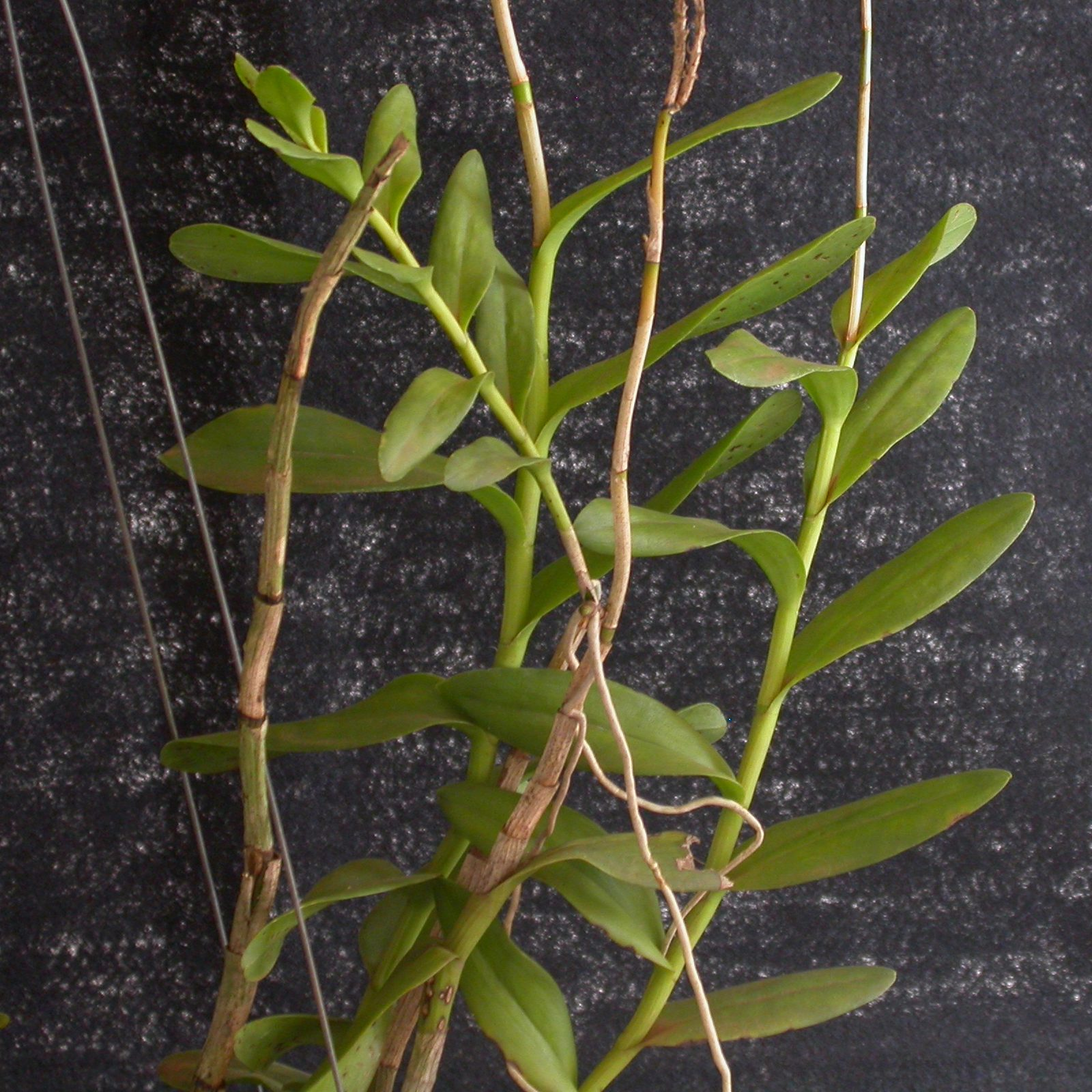
Листва
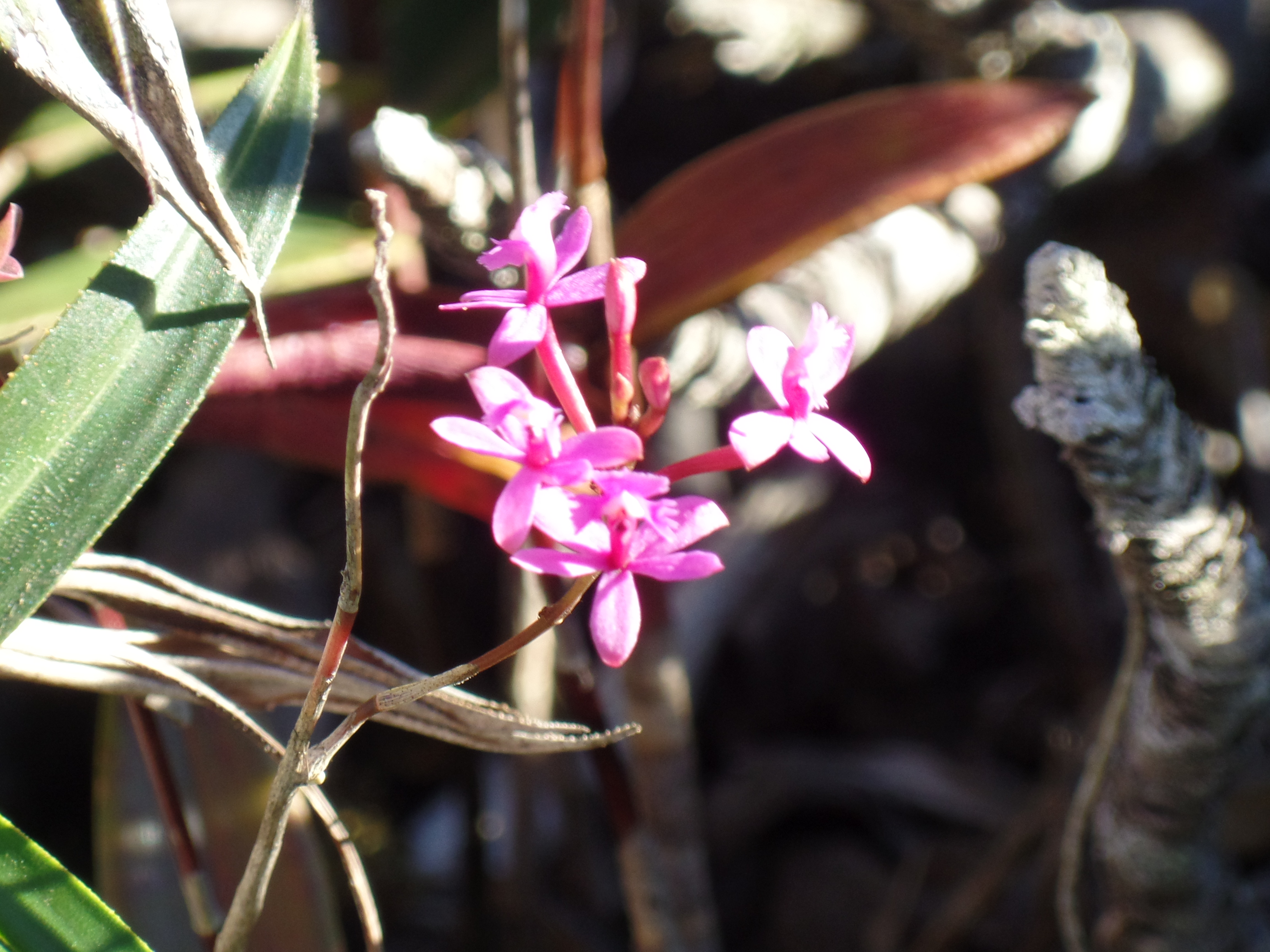
Цветущее растение
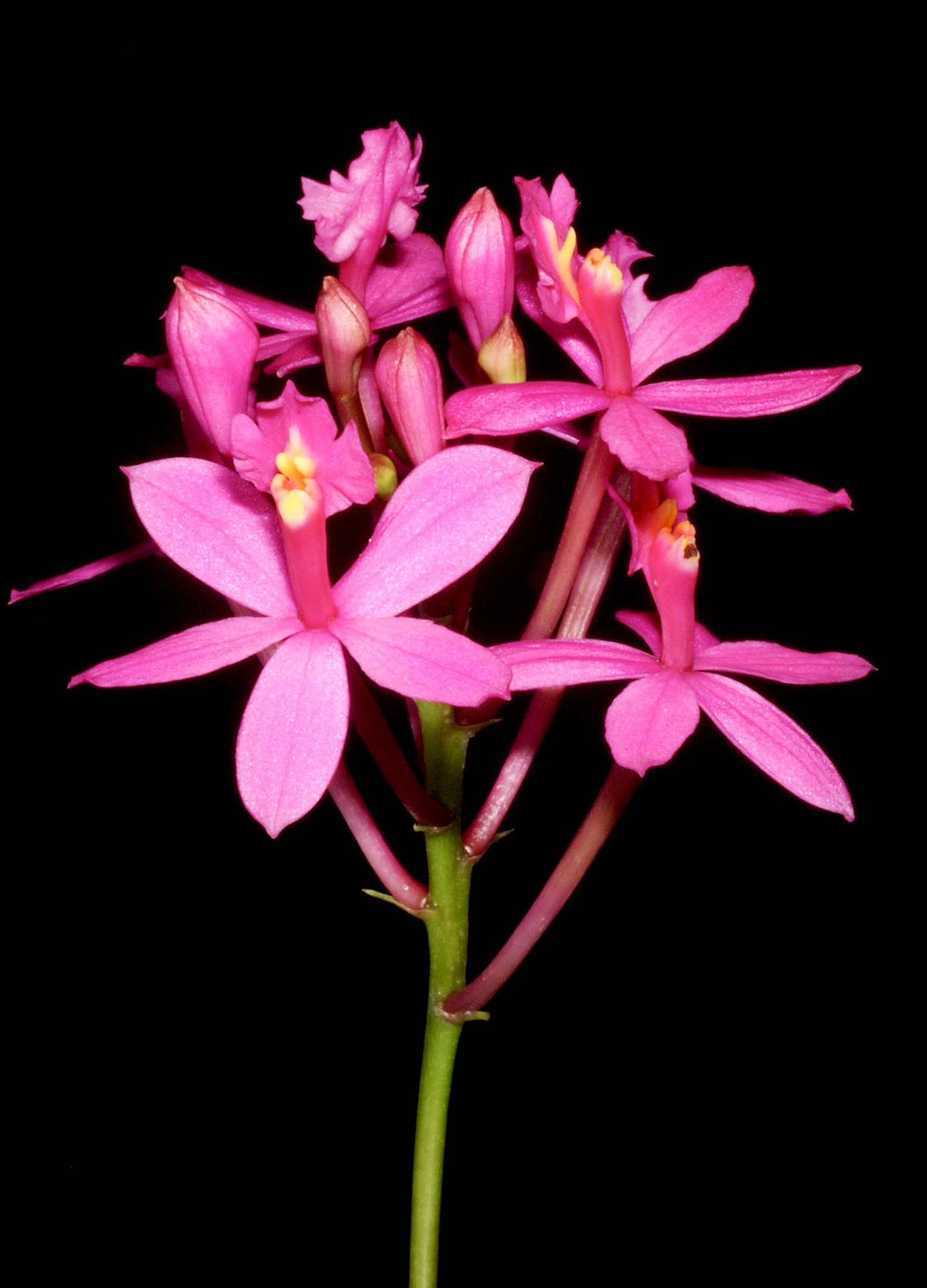
Соцветие